# Theater De Nieuwe Vorst
Theater De Nieuwe Vorst is een vlakkevloertheater, gevestigd in een monumentale villa in het centrum van Tilburg.  

## Historie van het gebouw
Het theater bevindt zich in een herenhuis, gebouwd in 1870 in opdracht van lakenfabrikant Adriaan Pieter Ledeboer. Het herenhuis valt op omdat het in tegenstelling tot veel andere huizen in de straat helemaal vrij staat. Het was het eerste huis dat aan de indertijd Comediestraat genoemde Willem II-straat gebouwd werd.
In 1879 trok gemeenteraadslid en lakenfabrikant voor het gouvernement Vincent Bogaers in het pand. De fabrikant had zijn fabriek aan de achterliggende Telefoonstraat. Later werd het huis kantoor van de Kamer van Koophandel. Aan de achterkant werd hiervoor de serre vergroot en de veranda gesloten en voorzien van een tweede bouwlaag. Al voor 1900 was op de noordwestkant van het perceel een kantoorvleugel gebouwd.
Na verschillende bewoners werd in 1996 het huis verbouwd tot Theater De Vorst (architect P. van Hoogmoed, T.Tijn A Sie; AS Architecten, Tilburg) waarbij het gebouw inclusief interieurs intact bleef. Aan de Girostraat werd een nieuwe entree gebouwd, bestaande uit een trap naar de piano nobile, een glazen pui en een galerij van glas, glazen bouwstenen en staal. Daarnaast ontwierp dit bureau de theaterzaal. Het gebouw werd in mei 2002 tot rijksmonument verklaard.
In 2007 werd het theater gerenoveerd. Architectenbureau Atelier PRO uit Den Haag tekende onder meer de serre, interieurontwerper Maurice Mentjens ontwikkelde de inrichting van de publieksruimtes.

## Zalen
Theater De Nieuwe Vorst heeft 2 theaterzalen met een vlakke vloer:
- Grote Zaal   Een multifunctionele theaterzaal met een inschuifbare tribune en een zwevende houten vloer. In de standaard theateropstelling is de ruimte geschikt voor 144 personen, uit te breiden tot maximaal 212 personen, afhankelijk van het benodigde speelvlak.
- Kleine Zaal  Theaterzaal met inschuifbare tribune, geschikt voor lezingen, debatten, voorstellingen en presentaties. De capaciteit van de zaal is 55 personen.